# Naturpark Učka
Der Naturpark Učka (kroatisch Park Prirode Učka) befindet sich im Gebirgsmassiv Učka in Kroatien, nahe der Stadt Rijeka und erstreckt sich auf einer Fläche von 160 km². Der Naturpark wurde im Jahr 1999 zu einem geschützten Gebiet erklärt. Die unmittelbare Nähe des Meeres begünstigt das spezifische Klima und den üppigen Pflanzenwuchs bis in die Gipfellagen. Zahlreiche geschützte und seltene Tier- und Pflanzenarten sind daher im Schutzgebiet anzutreffen.
Die beiden höchsten Gipfel dieses Gebirgsmassives sind der Vojak (1401 m) und der Veli Planik (1272 m). Vom Vojak bietet sich ein Ausblick nach Istrien, zu den Inseln Cres und Krk, dem Nationalpark Risnjak und bei besonders klarer Sicht bis nach Venedig und den italienischen Alpen. Eine weitere natürliche Sehenswürdigkeit ist die Schlucht Vela Draga.
Im Naturpark befinden sich zahlreiche Wanderwege und Radwanderwege für Mountainbiker.